# Ugandský projekt

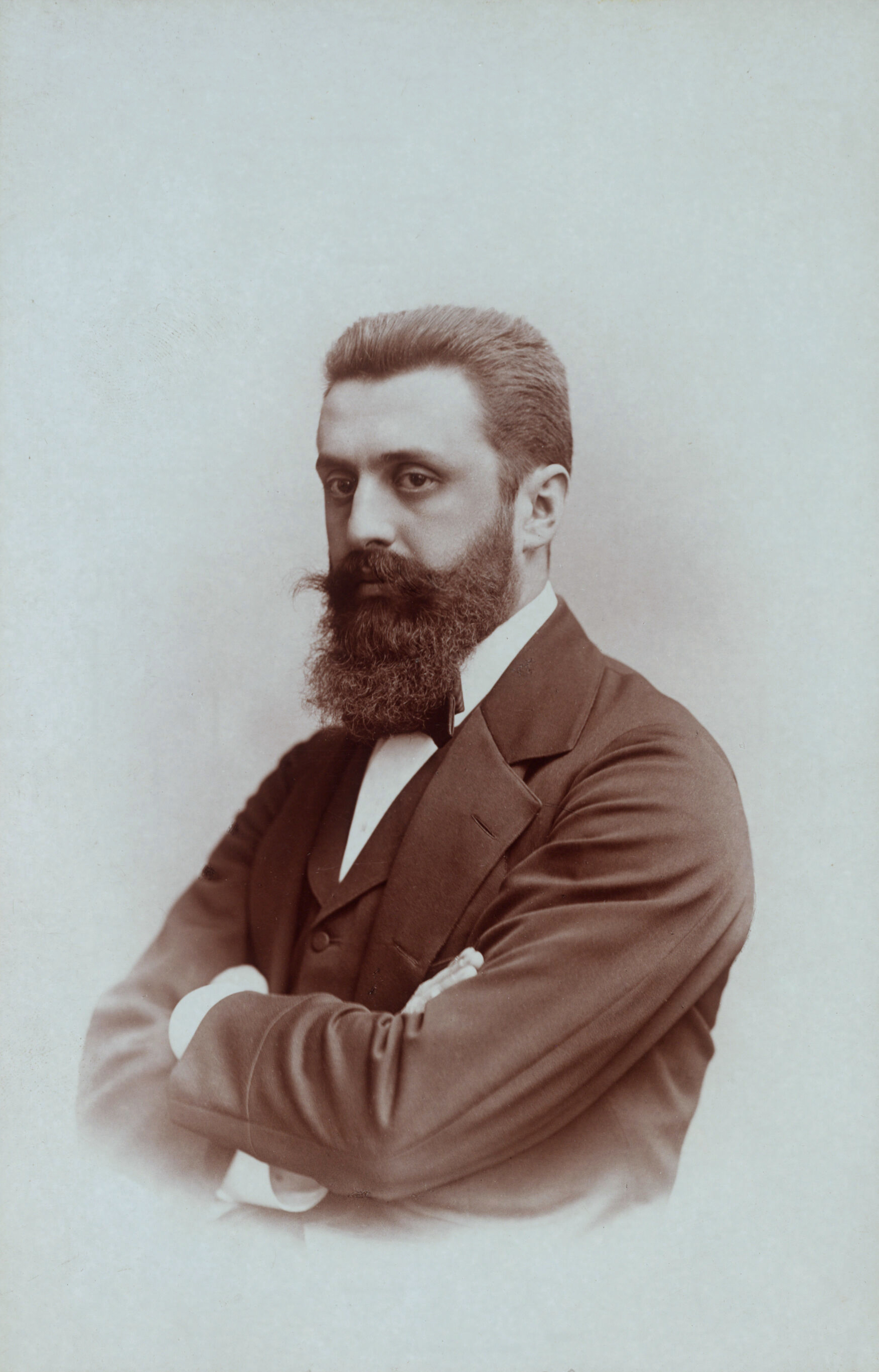
Theodor Herzl prosazoval myšlenku nové vlasti pro židy v Britské Východní Africe

Ugandský projekt byl plán, dle kterého měla být část Britské Východní Afriky věnována Židům jako nová vlast. Tuto myšlenku prosazoval prominentní sionista Theodor Herzl jako dočasné útočiště pro evropské židy čelícím vlnám antisemitismu.
I když byl projekt nakonec neúspěšný, byl podle Adama Rovnera atraktivní pro první sionisty, protože se v něm: „propojovala dobrodružství průzkumů Henryho Mortona Stanleye s avanturismem imperiální epochy, dramatické umění se státnickým uměním.“

## Historie
Britský ministr kolonií Joseph Chamberlain, který zrovna cestoval po východní Africe, si byl dobře vědom tužeb sionistických organizací. Během své cesty si poznamenal, že „kdyby byl dr. Herzl nakloněn přenést své úsilí na východní Afriku, neměl by žádné potíže při hledání pozemků vhodných pro židovské osadníky.“[3]
Herzl byl představen Chamberlainovi spisovatelem Israelem Zangwillem na jaře roku 1903, několik týdnů po vypuknutí Kišiněvských pogromů.[4]
Chamberlain nabídl 13 000 km² v na Uasin Gishu, což je poměrně izolovaná náhorní plošina v oblasti Riftového údolí.
Země byla pro tento účel docela vhodná, protože měla díky nadmořské výšce mírné klima vhodné pro Evropany. Celá oblast je obklopena vysokohorským lesem Mau a je to prameniště mnoha řek. Nabídka byla odpověď na protižidovské pogromy v Rusku a předpokládalo se, že by mohla být útočištěm pronásledovaných židů.
Na žádost britské vlády Theodor Herzl návrh projektu skutečně přednesl na sionistickém kongresu, konaném na konci srpna 1903 v Basileji. Proti návrhu se však zvedla silná vlna opozice, zejména z řad ruských sionistů. Byla dokonce sestavena vyšetřovací komise k prozkoumání proveditelnosti projektu. Na dalším kongresu sionistů o dva roky později bylo s konečnou platností rozhodnuto, že založení židovského státu je možné pouze na území Země izraelské a Ugandský projekt byl drtivou většinou zamítnut. 

## Název
Chamberlain viděl tuto oblast, když projížděl po Ugandské železnici. Tato oblast ovšem ve skutečnosti neleží v Ugandě, ale v Britské Východní Africe (dnešní Keni), pod kterou byla v rámci rozvoje Ugandské železnice převedena roku 1902.[7]
V roce 1908 se do oblasti přistěhovalo 58 Afričanů z Jižní Afriky a v roce 1911 je následovalo dalších 60 rodin a později ještě mnozí další. Mezi farmami později vzniklo hlavní město Eldoret, ve kterém žije 289 380 obyvatel (2009).

## V beletrii
- Příběh o expedici v roce 1904,  stejně jako imaginární vize Židovského státu v Uasin Gishu, je popsána v povídce Lavieho Tidhara „Uganda“,  vydané v roce 2007 v jeho sbírce Hebrejský Punk.[6]